# Martín Murphy
Martín José Murphy  (ur. 1890 – zm. 1966) – argentyński piłkarz, grający podczas kariery na pozycji obrońcy.

## Kariera klubowa
Martín Murphy podczas piłkarskiej kariery występował w klubie Belgrano AC.
Z Belgrano zdobył mistrzostwo Argentyny w 1908.

## Kariera reprezentacyjna
W reprezentacji Argentyny Murphy występował w latach 1908-1910. W reprezentacji zadebiutował 15 sierpnia 1908 w zremisowanym 2-2 meczu z Urugwajem, którego stawką była Copa Lipton.
Ostatni raz w reprezentacji Brown wystąpił 11 września 1910 w wygranym 3-0 towarzyskim meczu z Chile. Ogółem w barwach albicelestes wystąpił w 3 meczach.
| Mecze i gole w reprezentacji | Mecze i gole w reprezentacji | Mecze i gole w reprezentacji | Mecze i gole w reprezentacji | Mecze i gole w reprezentacji | Mecze i gole w reprezentacji | Mecze i gole w reprezentacji |
| #                            | Data                         | Miasto                       | Przeciwnik                   | Gol                          | Wynik                        | Rozgrywki                    |
| ---------------------------- | ---------------------------- | ---------------------------- | ---------------------------- | ---------------------------- | ---------------------------- | ---------------------------- |
| 1.                           | 15.08.1908                   | Montevideo                   | Urugwaj                      |                              | 2:2                          | Copa Lipton                  |
| 2.                           | 13.09.1908                   | Buenos Aires                 | Urugwaj                      |                              | 2:1                          | Copa Newton                  |
| 3.                           | 11.09.1910                   | Viña del Mar                 | Chile                        |                              | 3:0                          | towarzyski                   |